# ウェッジウッド・ノウエル
ウェッジウッド・ノウエル（Wedgwood Nowell, 1878年1月24日 - 1957年6月17日）は、アメリカ合衆国の俳優、作曲家である。Wedgewood Nowellと「e」の入る表記もある。

## 人物・来歴
1878年（明治11年）1月24日、ニューハンプシャー州ポーツマスに生まれる。
当初のキャリアは舞台から始まり、1912年（明治44年）1月には、ニューヨーク市ブロードウェイのビジュー劇場で、 The Right to Happiness の舞台に立った記録がある。15年の舞台生活を経て、1915年（大正4年）に映画界へ進出する。
1916年（大正5年）、ユニヴァーサル・フィルム・マニュファクチュアリング・カンパニー（現在のユニバーサル・ピクチャーズ）に移籍、同年、レックス・イングラム監督、クレオ・マディソン主演の『空弾』に出演、1917年（大正6年）からは、前年にユニヴァーサル傘下に設立されたブルーバード映画で、『黒蘭』、『生の鼓動』、 The Mysterious Mr. Tiller, 『血の叫び』に出演、1作を除いて日本でも公開された。1918年（大正7年）にはユニヴァーサルを離れた。1923年（大正12年）、 Jealous Husbands に出演したのを最後に、一旦映画界を離れる。
1932年（昭和7年）、時代はトーキーになり、映画界に復帰するも、ほとんどがノンクレジットの端役である。第二次世界大戦後の1947年（昭和22年）、ジョーゼフ・L・マンキーウィッツ監督の『ボストン物語』を最後に、満69歳で映画界を退いた。
1957年（昭和32年）6月17日、ペンシルベニア州フィラデルフィアで死去した。満79歳没。

## フィルモグラフィ
特筆を除きすべて出演作である。1932年の復帰以降の90作以上の出演作は、ノンクレジットの端役が多く、おもなものに留めた。

### 1910年代
- The Disciple : 製作・原作・脚本トーマス・H・インス、監督・主演ウィリアム・S・ハート、共同監督クリフォード・スミス（ノンクレジット）、1915年 - 作曲・ノンクレジット出演
- 『これが真の男だ』（別題『闇の焔』） Between Men : 監督・主演ウィリアム・S・ハート、1915年 - 作曲
- Matrimony : 監督スコット・シドニー、1915年 - 伴奏音楽選曲
- 『黄金魔』 The Golden Claw : 監督レジナルド・バーカー、1915年 - 出演・役 Graham Henderson
- 『翼ある偶像』 The Winged Idol : 監督スコット・シドニー、1915年 - 作曲
- 『勝利者』 The Conqueror : 監督レジナルド・バーカー、1916年 - 作曲
- The Three Musketeers : 監督チャールズ・スウィッカード、1916年 - 作曲
- The Beggar of Cawnpore : 監督チャールズ・スウィッカード、1916年 - 出演・役 Werner, the engineer
- The Sorrows of Love : 監督チャールズ・ギブリン、1916年 - 出演・役 Carlo Parodi
- 『鬨の声』 The Deserter : 監督ウォルター・エドワーズ、1916年 - 出演・役 Captain Turner
- The Rough Neck : 監督メリヴィン・メイヨ、1916年
- 『空弾』 The Chalice of Sorrow : 監督レックス・イングラム、主演クレオ・マディソン、1916年 - 出演・役 Francisco De Sarpina
- 『黒蘭』 Black Orchids : 監督レックス・イングラム、主演クレオ・マディソン、1917年 - 出演・役 Marquis De Chantal
- 『不実の酬』 The Reward of the Faithless : 監督レックス・イングラム、主演クレア・デュブレイ、1917年 - 出演・役 Guido Campanelli
- 『生の鼓動』 The Pulse of Life : 監督レックス・イングラム、1917年 - 主演・役 Guido Serrani
- The Flower of Doom : 監督レックス・イングラム、1917年 - 主演・役 Sam Savinsky
- Hand That Rocks the Cradle : 監督フィリップス・スモーリー / ロイス・ウェバー、1917年 - 出演・役 Mr. Graham
- The Mysterious Mr. Tiller : 監督ルパート・ジュリアン、主演ルース・クリフォード、1917年 - 出演・役 Stephen Pitt
- Money Isn't Everything : 監督エドワード・スローマン、1918年 - 出演・役 'Diamond Tim' Moody
- 『血の叫び』 The Velvet Hand : 監督ダグラス・ジェラード、主演フリッツィー・ブルネット、1918年 - 出演・役 Prince Visconte
- Adele : 監督ウォーレス・ワースリー、1919年 - 出演・役 Count von Schulling
- 『正義の囁き』 The Man Who Turned White : 監督パーク・フレーム、1919年 - 出演・役 Captain Beverly
- 『男の血』 The Man Beneath : 監督ウィリアム・ウォーシントン、1919年 - 出演・役 François
- 『男の意気』（別題『男子の争い』） A Man's Fight : 監督トーマス・ヘフロン、1919年 - 出演・役 Norman Evans
- 『異国の花』 Her Purchase Price : 監督ハワード・C・ヒックマン、1919年 - 出演・役不明
- 『女医者』 Kitty Kelly, M.D. : 監督ハワード・C・ヒックマン、1919年 - 出演・役 Jerry Williams
- 『美の悲哀』（別題『美人市塲』） The Beauty Market : 監督コリン・キャンベル、1919年 - 出演・役 Hobie Flagg
- The Lord Loves the Irish : 監督アーネスト・C・ワード、1919年 - 出演・役 Allyn Dexter

### 1920年代
- Devotion : 監督バートン・ジョージ、1920年 - 出演・役 Teddy Grandin
- 『コルシカの兄弟』 The Corsican Brothers : 監督コリン・キャンベル / ルイ・ガスニエ、1920年
- The Dream Cheater : 監督アーネスト・C・ワード、1920年 - 出演・役 Angus Burton
- 『八一三』 813 : 監督チャールズ・クリスティ / スコット・シドニー、1920年 - 出演・役 Arsene Lupin
- 『縁談破壊業』 The Match-Breaker : 監督ダラス・M・フィッツジェラルド、1921年 - 出演・役 Hack De Long
- 『人妻の危険時代』（別題『人生の歌』） The Song of Life : 監督ジョン・M・スタール、1922年 - 出演・役 Richard Henderson
- 『人形の家』 A Doll's House : 監督チャールズ・ブライアント、1922年 - 出演・役 Nils Krogstad
- Ashes : 監督ギルバート・M・アンダーソン、1922年 - 出演・役 Mr. Crafton
- 『不滅の情火』（別題『永劫の焔』） The Eternal Flame : 監督フランク・ロイド、1922年 - 出演・役 Marquis de Ronquerolles
- 『懐しの小唄』 Enter Madame : 監督ウォーレス・ワースリー、1922年 - 出演・役 Doctor
- Thelma : 監督チェスター・ベネット、1922年 - 出演・役 Lennox
- 『町の英雄』 Heroes of the Street : 監督ウィリアム・ボーディン、1922年
- 『見えざる力』 Don't Marry for Money : 監督クラレンス・ブラウン、1923年 - 出演・役 The Inspector
- 『アダムス・リヴ』 Adam's Rib : 監督セシル・B・デミル、1923年 - 出演・役 Minister's Secretary
- Jealous Husbands : 監督モーリス・トゥールヌール、1923年 - 出演・役 George Conrad

### 1930年代以降
- Hotel Continental : 監督クリスティ・キャバンヌ、1932年 - ノンクレジット出演・役 Hotel Guest
- 『暴君ネロ』 The Sign of the Cross : 監督セシル・B・デミル、1932年 - ノンクレジット出演・役 Man Accepting 300 Silver Bet
- South Sea Adventures : 監督ゼイン・グレイ、1932年 - オリジナル版ナレーター
- Hell Bent for Love : 監督D・ロス・レダーマン、1934年 - 出演・役 Kelly Drake
- 『クレオパトラ』 Cleopatra : 監督セシル・B・デミル、1934年 - 出演・役 Scribe
- 『メリイ・ウイドウ』 The Merry Widow : 監督エルンスト・ルビッチ、1934年 - ノンクレジット出演・役 Lackey
- The March of Crime : 監督不明、1936年 - ナレーション台本・ナレーター
- 『人妻日記』 To Mary - with Love : 監督ジョン・クロムウェル、1936年 - 出演・役 Doctor
- 『流行の女王』 Stolen Holiday : 監督マイケル・カーティス、1937年 - 出演・役 M. Borel, Swiss Printer
- 『ディック・トレイシー』 Dick Tracy : 監督アラン・ジェームズ / レイ・テイラー、1937年 - 出演・役 H.T. Clayton （第8-9章）
- The Little Adventuress : 監督セシル・B・デミル、1938年 - 出演・役 Bettor
- Calling Philo Vance : 監督ウィリアム・クレメンス、1940年 - 出演・役 Brisbane Coe
- 『始めか、終わりか』 The Beginning or the End : 監督ノーマン・タウログ、1947年 - ノンクレジット出演・役 Industrialist
- 『ボストン物語』 The Late George Apley : 監督ジョーゼフ・L・マンキーウィッツ、1947年 - ノンクレジット出演・役 Trustee, Boston Waif Society （最終出演作）

## 関連事項
- ビジュー劇場 （en:Bijou Theatre）[5]